# 有頂天
《有頂天》是B'z第51张单曲。

## 簡介
- 第19張專輯《EPIC DAY》發行前先行發售。
- 與上一張單曲《GO FOR IT, BABY -記憶的山脈-》相隔2年零9個月的作品，曾成為B'z發行單曲以來相隔最久的一次（現時由第54張單曲《STARS》超越，距離上一張單曲相隔6年推出。）
- 本單曲將分為通常盤與初回限定盤兩種，初回限定盤內附贈的DVD收錄了2013年11月30日在EX THEATER ROPPONGI舉行的「B'z Special LIVE」中演唱的其中九首歌的影像。[1]
- 此張單曲於1月26日成為oricon單週冠軍，而B'z的單曲冠軍獲得週數達到了64週，打破了1979年Pink Lady所保持的63週冠軍紀錄。
- 最終銷量約17萬張。

## 製作人員
- 松本孝弘：吉他・全曲作曲・編曲
- 稻葉浩志：主唱・全曲作詞・編曲
- 寺地秀行：全曲編曲
- 大賀好修：編曲(#1)
- Shane Gaalaas（英语：Shane Gaalaas）：鼓
- Barry Sparks（英语：Barry Sparks）：貝斯
- 増田隆宣：風琴(#2)

## 收錄曲

### CD
1. 有頂天
2. Endless Summer

### DVD（初回限定）
B'z Special LIVE at EX THEATER ROPPONGI
- 黑色青春
- 野性的ENERGY
- 今夜在賞月的山丘上
- ONE ON ONE
- 黑暗的雨
- SKIN
- 一部分與全部
- 漫長的愛
- BANZAI

## 主題曲
- 日本系電視劇《學校的階梯》主題歌。（#1）